# ハローキティといっしょ!
『ハローキティといっしょ!』（ハローキティといっしょ）は、株式会社サンリオウェーブが展開するコンテンツ。略称は「ハロいつ」。

## 概要
サンリオの子会社であるサンリオウェーブが展開するコンテンツで、アキバ系の人気のイラストレーターたちの描くハローキティを愛する「超キティラー」と呼ばれる女性キャラクターたちが創作されており、従来のサンリオキャラクターとは異なる市場の開拓を目指している。キティの擬人化ではなくキティラーのキャラクター化となっているのは既存のキティファンに対するマイナスイメージを避けるためだという。
2009年8月のコミックマーケット（C76）での企業出展を皮切りにグッズ展開が行われ、2010年7月にはドラスよりゲームソフト『ハローキティといっしょ! ブロッククラッシュ123!!』も発売された。2010年10月にはAH-Softwareより超キティラーの1人猫村いろはの歌声を表現したボーカル音源も発売されている。
2011年2月より2012年1月までゲームコミュニティサイトのアットゲームズとタイアップを実施。アットゲームズ内でプロモーションイベントが行われたほか、タイアップを機にアットゲームズのデザイナーがオリジナルの新キャラクターをデザインしている。
2012年6月ドラスよりPS Vita版『ハローキティといっしょ! ブロッククラッシュV!』、同年10月ニンテンドー3DS版『ハローキティといっしょ! ブロッククラッシュZ』が発売。

## 登場キャラクター
「声」は特記のない限りスマートフォン用アプリ『嫁コレ』の声優。
猫村いろは（ねこむら - ）
作 okama
声 松嵜麗（嫁コレ）/佳館杏ノ助（VOCALOID)
最初に公開されたキャラクター。2009年7月17日公開。オレンジの髪を猫の尾のような長いポニーテールにした少女で、超キティラーの頂点プラチナ・キティラーとしてアイドルになることを目指している。至るところにキティの顔がついたグッズを用いているほか、衣装は五色の花弁や虹模様などのカラフルなアクセサリを用いることが多い。登場キャラクターの中ではキャラクターデザイナーにより公式発表された衣装のバリエーションが最も多い。okamaは年齢を中学生程度だとしており、頭身も小さめに描かれている。ポニーテールはウィッグなので、衣装によって位置が変わったり全く外見の異なるものに変わっている場合がある。
猫村いろはの歌声を表現したVOCALOIDソフトがAH-Softwareから販売されている他、サンリオウェーブ監修のMikuMikuDanceモデルも7種類公開されている。
蘭道鈴（らんどう りん）
作 黒星紅白
2009年7月30日公開。キティに関するお宝を探すトレジャー・キティ・ハンター。スリムな体型で前髪が一箇所跳ねているロングヘアーの少女。公式イラストでは苦労して手に入れたお宝「クリスタル・キティ・ヘッド」を常に所持している。
水無瀬シズク（みなせ - ）
作 POP
声 五十嵐裕美
2009年8月6日公開。南の島でDJを務める少女。キャラクターをデザインしたPOPは「太平洋の真ん中の島の地元っ娘」だとしている。年齢は不明だが外見的には幼く、頭身も小さめに描かれている。キティを模した服や水着を身に着けているほか、キティをあしらった小型バイク「ハロティ」を保持している。ハロティは移動手段としてる買われるほか、DJブースに変化させることも可能となっている。
公式サイトでは洋服を着たイラストと、二種類の水着イラストがプロフィールのページにて公開されているが、殆ど水着イラストが商品化の対象となっている。
天風みさき（あまかぜ - ）
作 今泉昭彦
2009年9月3日公開。ボーイッシュな格好をした頭身の小さめな少女。恋の悩みを解決するミラクル・キューピッドとして活動している。隠れキティラーというコンセプトでデザインされたキャラクターであり、キティラーグッズ要素はポケコンと脇腹のタトゥーのみ。
マール・キサラギ
作 しめ子
2009年10月22日公開。海賊を本職とするキティラー少女。ボリュームのある大きなロングツインテールとキティの眼帯が特徴。キティの財宝を集めるべく航海を行なっている。
山邑カリナ（やまむら - ）
作 小梅けいと
2009年11月5日公開。ほっかむりにもんぺスタイルの農ドル少女。衣服の図柄にキティのリボンがあしらわれ、鍬やバッグなどの装飾としてキティが用いられている。
クリストファー・W・ハートランド(Christopher White Heartland)
作 倉花千夏
2009年12月3日公開。唯一の男性キャラクターで、異国のキティラー男子というコンセプトで描かれている。コントラバス奏者で、愛器にキティのステッカーを大量に貼り付けている。
真宮・エリザベス・つばさ（まみや - ）
作 駒都えーじ
2009年12月3日公開。生徒会長でしばしばキティグッズの発明を行なっている少女。キティの顔がついた制服を着用し、キティのピコピコハンマーを常備している。
聖葉リオ（きよは - ）
作 KEI
2009年12月10日公開。ロックを好む金髪ロングヘアのキティラー少女。東京都出身、11月1日生まれの16歳で身長160cm。赤ジャケットとキティ帽を着用したプライベート衣装とステージ衣装の二種類が公式サイトで公開されている。
当初はリオ一人だけであったが、翌年7月26日に雪代マイ、12月27日には北条ミミと倉島タツキが公開され、四人組キティラーバンドとなり、特設ページも作られた。発表当時は「リオ」とされていた名前もバンド結成以後は「聖葉リオ」とされている。
バンドではギターとボーカルを担当する。バンドはリオを含めたメンバー4人全員がデジタルデータとして立体化されており、デジタルフィギュアやMikuMikuDanceモデルが販売されている。なお、マイのMMDデータのみオンライン販売が行われておらず、入手手段は雑誌の付録などに限定されている。
雪代マイ（ゆきしろ - ）
2011年7月26日にリオのパートナーとして追加で公開されたキャラクター。北海道出身、2月12日生まれの16歳で、身長163cm。ピンク髪セミロングの少女。担当はベースで、愛器は雪うさぎキティ（北海道のご当地キティ）をかたどっている。衣服は私服とステージ衣装が兼用になっており、普段着用しているパーカーのフードも雪うさぎキティになっている。
北条ミミ（ほうじょう - ）
2011年12月27日公開。神奈川県出身、4月7日生まれの15歳で身長は152cmとメンバーの中で最も小柄。髪は白っぽい色をしており、腰の下まで届くほど長い。バンドではキーボードを担当している。ステージ衣装のヘッドドレスから靴、更には使用する楽器までほぼ青と白のデザインで統一されている。
倉島タツキ（くらしま - ）
2011年12月27日公開。福岡県出身、8月20日生まれの17歳で身長は170cmと長身。バンドではドラムスを担当している。ステージ衣装はうっすらとキティが描かれた赤と黒のパンクファッションで、黒い髪をポニーテールにして、キティの猫耳を付けている。
橘みかん（たちばな - ）
作 ぽよよんろっく
2009年12月17日公開。キティグッズを身につけた制服姿の少女。年齢は14歳で、魔法学校に通っている。キティに似た白い猫のミミーが相棒で、毎日一緒に学校へ通う。
桃
作 森永みるく
2009年12月24日公開。セーラー服の上に耳付きキティダッフルコートを着用し、キティのバッグを持った女子高校生。
一花麗流（いちか うらる）
作 西又葵
声 中村桜
2010年4月8日公開。キティのカチューシャを装着し、キティのエプロンを身につけた少女。花屋「キティ・ランド」でフラワーアートを作っている。
香具楽ノア（かぐら - ）
作 西E田
2010年9月7日公開。メガネをかけた魔女っ子。濃い紫とピンクを基調とした暗色系でデザインされている。着用しているマントは後ろにキティの猫耳フードが付いている。
雅 咲久耶（みやび さくや）
作 CARNELIAN
声 加隈亜衣
2010年末のコミックマーケットで公開されたキャラクター。公式サイトでは2010年11月26日にキャラクターのページが開設された。舞妓見習いの少女。キティ柄の着物を着て、かんざしや帯にもキティの飾りがついている。
ミウ・クロウフォード
作 藤真拓哉
声 桑原由気
2010年末のコミックマーケットで公開されたキャラクター。公式サイトでは2010年12月4日にキャラクターのページが開設された。キティのヘッドドレスとキティのしっぽが特徴的な魔法少女。ピンクと白を基調としたフリルの多い衣装を着ている。
猫村いろはや聖葉リオなどと同じ作者により、公式監修のMMDモデルが制作され、2013年5月より発売を開始した。当初はAndroid携帯を使ってのみ購入可能であったが、その後7月16日よりパソコンからも購入出来るようになっている
乃木栖かんな（のぎす - ）
作 redjuice
2010年末のコミックマーケットで公開されたキャラクター。公式サイトでは2010年12月11日にキャラクターのページが開設された。父のような建築家を目指す12歳の少女で、使用する工具にはキティがあしらわれている。
グレイス・J・ディーンスト
作：伊藤和司（アットゲームズ BGアートディレクター）
アットゲームズとのタイアップを契機に書き下ろされたキャラクター。私立アトゲー学園中等部工学科2年生で独立風紀委員会、別名『鬼乙女組』の委員長。電動スクーター桃色サンダーボルト号に乗って学校を駆け巡り、取り締まりを行う。
K.T.
作：9u6o（アットゲームズ 基幹デザイン担当）
アットゲームズとのタイアップを契機により書き下ろされたキャラクター。USBケーブルの尻尾がついたゴスロリ少女。「キティが大好きなブロガーをユーザーが想像した姿」というコンセプトで描かれた、いわば空想の存在という設定になっている。ネットのやり過ぎで目の下にくまができているため、目つきが悪い。
ナディ＝μ＝ティア（ - ミュー - ）
作：m/g（アットゲーム セルフィズデザイナー）
アットゲームズとのタイアップを契機により書き下ろされたキャラクター。スペースアイドルで、地球で出会ったキティに惚れてキティラーとなった。地球人が理解出来ない宇宙語を話すという設定になっており、セリフは全て○や＠などの記号で書かれる。
霧島萌（きりしま もえ）
作：こげどんぼ*
2011年6月30日公開。イタズラ好きでツンデレなキティラー女子高校生。
シャルロッテ
作：びきに
ハローキティといっしょ! ブロッククラッシュVで初登場したキャラクターで、2011年10月27日に公式サイトで発表された。西洋のお姫様で、日本にてキティグッズをプレゼントされたことをきっかけにキティラーとなった。
かのん
作：サークリひとり
ブロッククラッシュVで初登場したキャラクターで、シャルロッテと同時に公式サイトで発表された。キティの姿をしたリュックを背負い、手にはキティ型のタブレットを持っている。
蓬莱そるて（ほうらい - ）
作：原田たけひと
2012年のカレンダーにて先行公開されたキャラクター。公式サイトでは2012年1月20日に公開された。食いしん坊のお嬢様で、手にはキティの形をした肉まんを持っている。
ネオン・ウィー
作：ZECO
2012年2月1日に公開されたキャラクター。台湾キティラーという設定で、近未来ボカロクラブのMCを務めている少女。
ソフィア・K・ブランケット
作：CHuN
2012年2月1日に公開されたキャラクター。中世騎士というコンセプトで描かれており、武器や防具、ティアラなどがキティを模したデザインとなっている。